# FA Cup de 1876-77
| FA Cup 1876–77                    | FA Cup 1876–77                              |            |
| Dados                             | Dados                                       |            |
| --------------------------------- | ------------------------------------------- | ---------- |
| Participantes                     | 37                                          |            |
| Organização                       | The Football Association                    |            |
| Período                           | 14 de outubro de 1876 – 24 de março de 1877 |            |
| Campeão                           | Wanderers                                   |            |
| Vice-campeão                      | Oxford University                           |            |
| \| ◄◄ 1875-76 \| \| 1877-78 ►► \| |                                             |            |
| ◄◄ 1875-76                        |                                             | 1877-78 ►► |

A Football Association Challenge Cup de 1876-77 foi a sexta edição da FA Cup , o torneio de futebol mais antigo da Inglaterra e do mundo . Trinta e sete equipes entraram, cinco a mais do que na temporada anterior, embora sete das trinta e sete nunca tenham disputado uma partida.
O formato do torneio é em sistema eliminatório do tipo mata-mata. Em caso de empate, a partida seguia para a prorrogação, e se persistisse o empate na prorrogação, era disputada uma partida-extra (Replay).

## Primeira Fase[1]
Na primeira fase, a equipe do Queen´s Park ganharia um bye, se classificando diretamente para a segunda fase.
As outras 36 equipes disputaram a primeira fase:
| Data       | Mandante                 | Placar | Placar | Placar | Visitante             |
| ---------- | ------------------------ | ------ | ------ | ------ | --------------------- |
|            |                          |        |        |        |                       |
| 14/10/1876 | Pilgrims FC              | 4      | x      | 1      | Liverpool Ramblers    |
| 28/10/1876 | Upton Park FC            | 7      | x      | 0      | Leyton FC             |
| 04/11/1876 | Marlow FC                | 2      | x      | 0      | Hertfordshire Rangers |
| 04/11/1876 | Forest School            | 4      | x      | 1      | Gresham               |
| 04/11/1876 | Rochester United         | 5      | x      | 0      | Highbury Union        |
| 04/11/1876 | South Norwood            | 4      | x      | 1      | Saxons                |
| 04/11/1876 | Royal Engineers          | 2      | x      | 1      | Old Harrovians        |
| 04/11/1876 | Swifts FC                | 2      | x      | 0      | Reading               |
| 08/11/1876 | Panthers                 | 3      | x      | 0      | Woodgrange            |
| 11/11/1876 | Clapham Rovers           | 5      | x      | 0      | Reigate Priory        |
| 11/11/1876 | 105th Regiment           | 3      | x      | 0      | 1st Surrey Rifles     |
| 11/11/1876 | Wanderers                | W      | x      | O      | Saffron Walden Town   |
| 11/11/1876 | Cambridge University     | W      | x      | O      | High Wycombe          |
| 11/11/1876 | Barnes                   | W      | x      | O      | Old Etonians          |
| 11/11/1876 | Oxford University        | W      | x      | O      | Old Salopian          |
| 11/11/1876 | Sheffield FC             | W      | x      | O      | Trojans               |
| 11/11/1876 | Southall Town FC         | W      | x      | O      | Old Wykehamist        |
| 11/11/1876 | Shropshire Wanderers F.C | W      | x      | O      | Ruabon Druids FC      |

Obs: As equipes destacadas em negrito estão classificadas para a segunda fase.

## Segunda Fase[1]
Nesta fase, o Queen´s Park recebeu mais um bye, avançando a terceira fase do torneio.
As 18 equipes restantes disputariam a segunda fase
| Data       | Mandante             | Placar | Placar | Placar | Visitante                |
| ---------- | -------------------- | ------ | ------ | ------ | ------------------------ |
|            |                      |        |        |        |                          |
| 29/11/1876 | Marlow FC            | 1      | x      | 0      | Forest School            |
| 02/12/1876 | South Norwood        | 0      | x      | 7      | Sheffield FC             |
| 09/12/1876 | Royal Engineers      | 3      | x      | 0      | Shropshire Wanderers F.C |
| 09/12/1876 | Panthers             | 0      | x      | 1      | Pilgrims FC              |
| 09/12/1876 | Barnes               | 0      | x      | 1      | Upton Park FC            |
| 14/12/1876 | Oxford University    | 6      | x      | 1      | 105th Regiment           |
| 16/12/1876 | Rochester United     | 1      | x      | 0      | Swifts FC                |
| 16/12/1876 | Southall Town FC     | 0      | x      | 6      | Wanderers                |
| 16/12/1876 | Cambridge University | 2      | x      | 1      | Clapham Rovers           |

Obs: As equipes destacadas em negrito estão classificadas para a terceira fase.

## Terceira Fase[1]
Nesta fase, as 10 equipes se enfrentaram em confrontos eliminatórios.
| Data       | Mandante             | Placar | Placar | Placar | Visitante        |
| ---------- | -------------------- | ------ | ------ | ------ | ---------------- |
|            |                      |        |        |        |                  |
| 20/01/1877 | Wanderers            | 3      | x      | 0      | Pilgrims FC      |
| 20/01/1877 | Royal Engineers      | 1      | x      | 0      | Sheffield FC     |
| 24/01/1877 | Upton Park FC        | 2      | x      | 2      | Marlow FC        |
| 03/02/1877 | Cambridge University | 4      | x      | 0      | Rochester United |
| 03/02/1877 | Oxford University    | W      | x      | O      | Queen´s Park     |

| Data       | Mandante  | Placar | Placar | Placar | Visitante     |
| ---------- | --------- | ------ | ------ | ------ | ------------- |
|            |           |        |        |        |               |
| 27/01/1877 | Marlow FC | 0      | x      | 1      | Upton Park FC |

Obs: As equipes destacadas em negrito estão classificadas para a quarta fase, com exceção do Wanderers, que ao vencer seu jogo contra o Pilgrims FC, se classificou diretamente para a semifinal.

## Quarta Fase[1]
Cinco equipes se classificaram para a quarta-fase, porém o Wanderers ganhou um bye e se classificou diretamente para a semifinal
Todas as outras equipes classificadas disputaram esta fase.
| Data       | Mandante             | Placar | Placar | Placar | Visitante       |
| ---------- | -------------------- | ------ | ------ | ------ | --------------- |
|            |                      |        |        |        |                 |
| 17/02/1877 | Cambridge University | 1      | x      | 0      | Royal Engineers |
| 24/02/1877 | Oxford University    | 0      | x      | 0      | Upton Park FC   |

| Data       | Mandante      | Placar | Placar | Placar | Visitante         |
| ---------- | ------------- | ------ | ------ | ------ | ----------------- |
|            |               |        |        |        |                   |
| 10/03/1877 | Upton Park FC | 0      | x      | 1      | Oxford University |

O Oxford University se classificou diretamente para a final ao vencer o replay contra o Upton Park FC.
O Cambridge University se classificou para a semifinal para enfrentar o Wanderers.

## Semifinal[1]
O Oxford University se classificou diretamente para a final ao vencer o replay contra o Upton Park FC. Wanderers e Cambridge University disputariam a outra vaga na final.
| Data       | Mandante  | Placar | Placar | Placar | Visitante            |
| ---------- | --------- | ------ | ------ | ------ | -------------------- |
|            |           |        |        |        |                      |
| 20/03/1877 | Wanderers | 1      | x      | 0      | Cambridge University |

## Final[1][2]
Regras da partida :
- 90 minutos tempo normal.
- 30 minutos de prorrogação se as pontuações estiverem empatadas, a critério dos capitães.
- Replay se o placar ainda estiver empatado.
- Sem substituições

| Data       | Mandante  | Placar | Placar | Placar | Visitante         |
| ---------- | --------- | ------ | ------ | ------ | ----------------- |
|            |           |        |        |        |                   |
| 24/03/1877 | Wanderers | 2      | x      | 1      | Oxford University |

| Wanderers: Escalação \| GK \| \| Arthur Kinnaird \| \| FB \| \| Alfred Stratford \| \| FB \| \| William Lindsay \| \| HB \| \| Francis Birley \| \| HB \| \| Frederick Green \| \| FW \| \| Charles Wollaston \| \| FW \| \| Thomas Hughes \| \| FW \| \| Hubert Heron \| \| FW \| \| Henry Wace \| \| FW \| \| Charles Denton \| \| FW \| \| Jarvis Kenrick \| |  |                   |
| GK |  | Arthur Kinnaird   |
| FB |  | Alfred Stratford  |
| FB |  | William Lindsay   |
| HB |  | Francis Birley    |
| HB |  | Frederick Green   |
| FW |  | Charles Wollaston |
| FW |  | Thomas Hughes     |
| FW |  | Hubert Heron      |
| FW |  | Henry Wace        |
| FW |  | Charles Denton    |
| FW |  | Jarvis Kenrick    |

| Oxford University: Escalação \| GK \| \| Edward Alington \| \| FB \| \| Owen Dunell \| \| FB \| \| William Rawson \| \| HB \| \| Evelyn Waddington \| \| HB \| \| Rev. James Henry Savory \| \| FW \| \| Rev. Philip Hosken Fernandez \| \| FW \| \| Edward Hagarty Parry \| \| FW \| \| Henry Otter \| \| FW \| \| Arthur Todd \| \| FW \| \| Arnold Hills \| \| FW \| \| John Bain \| |  |                              |
| GK |  | Edward Alington              |
| FB |  | Owen Dunell                  |
| FB |  | William Rawson               |
| HB |  | Evelyn Waddington            |
| HB |  | Rev. James Henry Savory      |
| FW |  | Rev. Philip Hosken Fernandez |
| FW |  | Edward Hagarty Parry         |
| FW |  | Henry Otter                  |
| FW |  | Arthur Todd                  |
| FW |  | Arnold Hills                 |
| FW |  | John Bain                    |

Ambas as equipes optaram por jogar com dois zagueiros , dois zagueiros e seis atacantes , de acordo com o estilo de jogo ofensivo geralmente empregado na época. [3] Arthur Kinnaird jogou no gol do Wanderers, apesar de ter jogado como atacante em três finais de copas anteriores.  Na época, a posição de goleiro não era considerada especializada, e os jogadores muitas vezes alternavam entre jogar no gol e jogar em posições de campo. O jogo foi disputado no Kennington Oval , casa do Surrey County Cricket Club .e aconteceu com tempo extremamente ruim, com chuva e granizo prejudicando os jogadores. Wanderers ganhou o sorteio e optou por começar a partida defendendo o final do estádio Harleyford Road.
Os jogadores do Wanderers começaram o jogo em relativa desordem, o que o correspondente do The Sportsman relatou não ser uma característica incomum de suas partidas. Após quinze minutos, Oxford recebeu um escanteio , que Evelyn Waddington chutou alto em direção ao gol. Kinnaird pegou a bola, mas ao fazê-lo ficou atrás da linha de gol. Os jogadores de Oxford imediatamente apelaram para que um gol fosse concedido e, após uma consulta, os oficiais o fizeram, dando à equipe da Universidade a liderança. Algum tempo depois, Charles Wollaston se machucou e trocou de posição com Kinnaird.  Na época, o conceito de substituição não tinha sido introduzido ao esporte, então os jogadores lesionados eram obrigados a permanecer no jogo a menos que estivessem completamente incapazes de jogar, mas era comum que um jogador lesionado "fosse para o gol", o que fazia com que a equipe não ficasse tão vulnerável.
Enquanto o Wanderers pressionava pelo empate, Francis Birley cobrou uma falta indireta , que foi para o gol de Oxford, mas nenhum gol foi concedido porque a bola entrou direto sem tocar em outro jogador. A quatro minutos do final do jogo, Hubert Heron fez o que The Field chamou de "corrida esplêndida" e passou a bola para Jarvis Kenrick , cujo chute enganou do goleiro do Oxford Edward Alington para empatar o placar e levar o jogo para a prorrogação . Ao sete minutos do primeiro tempo da prorrogação, William Lindsay chutou para o gol, o chute foi desviado por um jogador de Oxford, mas a bola voltou para Lindsay, que passou por Alington para dar ao Wanderers uma vantagem que os detentores da taça mantiveram até o final do jogo e, assim, mantiveram o troféu, conquistando seu quinto título de FA CUP.

Algum tempo depois da partida, Kinnaird informou ao conselho da Football Association (FA), da qual era membro, que, em sua opinião, não havia levado a bola além da linha para o gol de Oxford. Apesar do fato de que o árbitro marcou o gol e várias reportagens de jornais afirmaram que a bola tinha claramente ultrapassado a linha, os membros do conselho de Kinnaird acreditaram em sua palavra e marcaram o gol dos registros, mudando o placar oficial para 2-0 (embora se Oxford não tivesse marcado, não haveria razão para o jogo ir para a prorrogação, então por direito eles deveriam ter anulado o segundo gol do Wanderers também). Até a década de 1980, todas as fontes relataram o placar da partida como 2-0. Na década de 1980, após novas pesquisas sobre relatos contemporâneos do jogo por historiadores do futebol, a FA restabeleceu o gol de Oxford e agora considera o placar final oficial da final de 1877 como 2-1.

## Premiação
| FA CUP 1876-1877 |
| ---------------- |
|                  |
| Campeão          |
| 4º Título        |